# Villarsia
Villarsia es un género de plantas de flores de la familia Menyanthaceae. 
El género es nombrado en honor del botánico francés  Dominique Villars (1745-1814). 
Son plantas acuáticas con hojas basales. Las inflorescencias en panículas con numerosas flores. Las flores se encuentran partidas en cinco lóbulos de color amarillo o blanco y los pétalos adornados con alas laterales.
Villarsia está ampliamente distribuida en Australia pero algunas especies se encuentran en el Sudeste de Asia, y V. capensis en Sudáfrica.

## Especies seleccionadas
Sur de África:
- Villarsia capensis (Houtt.) Merr.
- Villarsia goldblattiana Ornduff
- Villarsia manningiana Ornduff

Sudeste de Asia:
- Villarsia cambodiana Hance (synonym: V. rhomboidalis Dop)

Este de Australia:
- Villarsia exaltata (Sol. ex Sims) G.Don
- Villarsia reniformis R.Br.
- Villarsia umbricola Aston

Oeste de Australia:
- Villarsia albiflora F.Muell.
- Villarsia calthifolia F.Muell.
- Villarsia capitata Nees
- Villarsia congestiflora F.Muell.
- Villarsia lasiosperma F.Muell.
- Villarsia latifolia Benth.
- Villarsia marchantii Ornduff
- Villarsia parnassifolia (Labill.) R.Br.
- Villarsia submersa Aston
- Villarsia violifolia F.Muell.

- Datos: Q5222430
- Multimedia: Villarsia / Q5222430
- Especies: Villarsia